# Wilhelm Rall

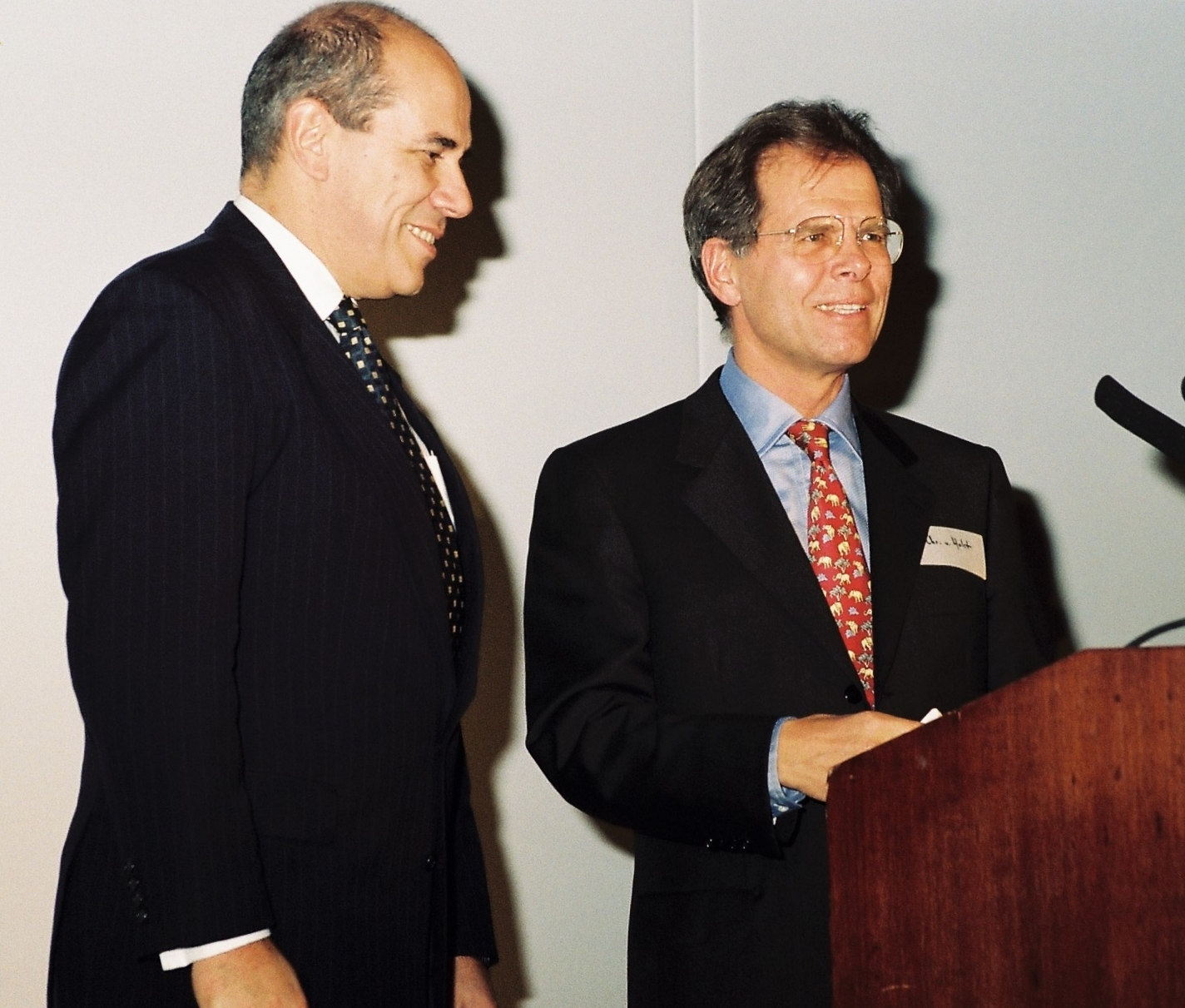
Wilhelm Rall (links) 1998

Wilhelm Rall (* 10. Mai 1946 in Mössingen) ist ein deutscher, in den USA und Deutschland tätiger Fachmann für Wirtschaftswissenschaften. Er hat als Stipendiat der Studienstiftung des deutschen Volkes an der Eberhard Karls Universität Tübingen studiert und hält dort seit 2003 vereinzelte Lehrveranstaltungen als Honorarprofessor.

## Leben
Wilhelm Rall studierte nach der Reifeprüfung am Kepler-Gymnasium in Tübingen 1967 Volkswirtschaftslehre an der Eberhard-Karls-Universität Tübingen. Im Jahre 1971 legte er dort die Diplomprüfung für Volkswirte ab und arbeitete bis 1977 als wissenschaftlicher Assistent bei Norbert Kloten, der ihn 1975 promovierte. Rall war bis 2005 Seniorpartner von McKinsey & Company, Inc. und Direktor im McKinsey-Office in Stuttgart. Außer in Tübingen lehrt er auch an der Universität Mannheim, wo er am Lehrstuhl für Volkswirtschaftslehre und Angewandte Mikroökonomik seit einigen Jahren Lehrbeauftragter ist – derzeit für Strategisches Handeln in Wirtschaft und Politik.
Rall war seit 2003 Vorsitzender des Vorstands der Gesellschaft für Angewandte Wirtschaftsforschung Tübingen und von 2009 bis 2017 Vorsitzender des Universitätsrates Hochschulrates nach LHG Baden-Württemberg der Eberhard Karls Universität Tübingen. 2018 erhielt er die Ehrensenatorwürde der Hochschule.

## Schriften
- (Hrsg.): Branchen für morgen. Wie sich die wichtigsten Industrien neu erfinden. Redline Wirtschaft, Heidelberg 2006, ISBN 3-636-03056-6.

- Unternehmensstrategie für den globalen Wettbewerb. Gekürzte Fassung der Antrittsvorlesung des Verf. an der Univ. Tübingen am 16. Oktober 2003. 2004. urn:nbn:de:bsz:21-opus-18371
- Zur Wirksamkeit der Einkommenspolitik. Mohr. Tübingen 1975. ISBN 3-16-337822-6 (Dissertation Universität Tübingen).